# Josef Posipal
Josef „Jupp” Posipal (n. 20 iunie 1927, Lugoj, Timiș, România – d. 21 februarie 1997, Hamburg, Germania) a fost un jucător de fotbal german de origine română, care a făcut parte din echipa care a câștigat Campionatul Mondial de Fotbal din 1954.

## Biografie
Tatăl său, Peter, de etnie germana era un brutar din Lugoj, iar mama sa Anna Maria, unguroaică născută în Darova. Când avea 16 ani a plecat în Germania pentru a învăța meseria de lăcătuș la o oțelărie din Hanovra. A lucrat într-o fabrică de armament, ca mecanic la o fabrică de produs gloanțe.  La terminarea războiului, Posipal a primit o scrisoare de la mama lui, prin care ea îi cerea să rămână în Germania deoarece germanii din România erau deportați în URSS. Pentru că a rămas în Germania nu și-a mai văzut niciodată părinții.

## Cariera
În 1947 a semnat cu Arminia Hanovra primul lui contract de profesionist. Apoi în 1949 a semnat cu Hamburger SV pe atunci antrenorul, Georg Knöpfle căutând un atacant. Oricum Knöpfle a descoperit foarte repede că Posipal era un fundaș puternic și l-a retras în apărare. A jucat pentru Hamburg 288 de meciuri și a marcat 58 de goluri. Un an mai târziu antrenorul Germaniei de Vest, Sepp Herberger a intenționat să îl invite să se alăture echipei pentru primul meci al Germaniei după Al doilea Război Mondial, dar au aflat că nu are cetățenie germană. A devenit cetățean german în 1951, Posipal debutând împortiva Turciei pe 17 iunie în meciul jucat la Berlin pierdut cu 1-2 de nemți.
În 1953 a fost invitat pentru a reprezenta Europa într-un meci împotriva Angliei pe Stadionul Wembley.
Posipal a murit la vârsta de 69 de ani în Hamburg de insuficiență cardiacă.